# Satz von Sárközy
Der Satz von Sárközy ist ein Teilbeweis für Erdős's Quadratfreiheits-Vermutung. Diese besagt, dass der mittlere Binomialkoeffizient
{\displaystyle {2n \choose n}}
für {\displaystyle n>4} niemals quadratfrei ist. András Sárközy bewies, dass ein {\displaystyle n_{0}} existiert, so dass dies für alle {\displaystyle n>n_{0}} zutrifft, was als Satz von Sárközy bekannt ist. Er zeigte weiters 1985, dass 
{\displaystyle \ln s(n)\approx \left({\sqrt {2}}-2\right)\zeta \left({\frac {1}{2}}\right){\sqrt {n}}},
wobei {\displaystyle \zeta } die Riemannsche Zetafunktion bezeichnet sowie {\displaystyle s(n)} den quadratischen Anteil von {\displaystyle n}, das heißt, den größten quadratischen Teiler. Die Zahl {\displaystyle 2^{8000}} konnte von Andrew Granville und Olivier Ramaré als obere Schranke für {\displaystyle n_{0}} ermittelt werden (1996). In Verbindung mit einem früheren Beweis der Erdős'schen Vermutung für {\displaystyle 4<n<2^{774840978}}  war diese somit allgemein bewiesen.